# Cuidadito Compay Gallo (album)
Cuidadito Compay Gallo ...Que llegó el Perico è un album di Ñico Saquito pubblicato a Cuba nel 1979.

## Tracce
Tutti i brani sono composti da Ñico Saquito

### Lato A
1. Cuidadito Compay Gallo
2. Maria Christina
3. No Dejes Camino Por Vereda
4. Esto No Es Yeye
5. Volveré (Mi cielo)
6. Cosas Del Compay Anton

### Lato B
1. María Belén
2. Mi Son Es Un Misterio
3. Qué Lío Compay Andrés
4. Te Escribiré Con Sangre
5. A Orillas Del Cauto
6. Adiós Compay Gato

## Musicisti
- Ñico Saquito - voce, chitarra